# Gray Barker
Gray Barker, né à Riffle (en) (comté de Braxton, Virginie-Occidentale) le 2 mai 1925 et mort le 6 décembre 1984 , est un ufologue américain qui dirigeait les éditions Saucerian Publications.

## Biographie
Gray Barker aurait introduit pour la première fois dans They knew too much about flying saucers (Ils en savaient trop sur les soucoupes volantes) le thème ufologique des « hommes en noir ». À la fin des années 1990, John C. Sherwood révéla finalement que Barker publiait dans son fanzine ufologique, sous forme d'articles, (donc présentés comme objectifs) des textes qui, au départ, lui étaient soumis comme étant des nouvelles de science-fiction.
Les hommes en noir seraient donc une légende qu'il a créée de toutes pièces, avant qu'elle ne soit récupérée et répétée dans le folklore ufologique. Son ouvrage n'en demeure pas moins un classique de l'ufologie et a été traduit en français en 2002 avec une présentation et des annotations du sociologue Pierre Lagrange.

## Publications
- They knew too much about flying saucers, 1956.
- The Silver Bridge, Clarksburg, WV, Saucerians Books (groupe Saucerians Press. créé par ce même auteur), 1970 (version partiellement "romancée" de l'affaire du Mothman selon le monde ufologique américain)
- Ils en savaient trop sur les soucoupes volantes, trad. de l'anglais, États-Unis, par Vincent Carénini, texte présenté et annoté par Pierre Lagrange, Paris, Presses du Châtelet, « Bibliothèque des prodiges », 2002.